# Au fond de la piscine
Pour plus de détails, voir Fiche technique et Distribution.
Au fond de la piscine (La última señora Anderson) est un giallo italo-espagnol réalisé par Eugenio Martín et sorti en 1971.

## Synopsis
La jeune Lilian soupçonne sa sœur d'avoir été assassinée par son mari, Arthur Anderson. Celui-ci, veuf à trois reprises, avait été accusé d'avoir assassiné ses trois précédentes épouses pour empocher de grosses sommes d'argent, mais il en avait été acquitté.
Lilian, avec l'aide d'un détective privé, prend l'identité de Julie Spencer, en utilisant les faux documents d'une riche héritière mentalement dérangée, qui a été admise dans un hôpital psychiatrique. Avec sa nouvelle identité, elle se rapproche d'Anderson. Mais elle ne parvient pas à réunir les preuves qu'Arthur a tué ses précédentes épouses, dont sa sœur. Lilian devient la maîtresse d'Arthur, puis simule leur mariage en faisant appel à un faux prêtre.
À la suite d'une dispute, Lilian s'enfuit de chez elle. Signalant sa disparition à la police, Anderson découvre que Julia Spencer était internée en hôpital psychiatrique depuis trois ans après avoir laissé son mari, qu'elle croyait infidèle, mourir dans un accident maritime. Quand Lilian revient, Arthur lui raconte ses découvertes, et Lilian joue le jeu. Un jour, Arthur la surprend au téléphone avec le détective ; croyant qu'il veut la tuer, Lilian s'enfuit dans sa voiture et finit par sortir de la route. Un policier, la voyant en convalescence sur son lit à la maison, révèle que cette femme n'est pas Julia, car il se souvient bien d'elle.
Entre-temps, la vraie Julie tue son psychiatre, voyant en lui son mari mort, et entreprend de tuer Lilian, dans laquelle elle projette sa propre identité, pour faire taire sa culpabilité. Elle l'enlève, l'attache après l'avoir assommée d'un coup sur la tête et projette de la noyer. Mais c'est elle qui meurt finalement, en tombant dans l'eau accidentellement. Ayant dissipé le champ des malentendus, Lilian et Arthur se marient.

## Fiche technique
- Titre français : Au fond de la piscine[1] ou Meurtre dans la piscine
- Titre original espagnol : La última señora Anderson[2]
- Titre italien : In fondo alla piscina[3]
- Réalisateur : Eugenio Martín
- Scénario : Vicente Coello, Santiago Moncada, Sabatino Ciuffini d'après une nouvelle de J. G. Guilford tirée du magazine Hitchcock's Mistery
- Photographie : Guglielmo Mancori
- Montage : Eugenio Alabiso
- Musique : Piero Umiliani
- Décors : Ramiro Gomez
- Costumes : Giovanni Naitano
- Maquillage : Jolanda Conti, Gianfranco Mecacci
- Production : Salvatore Alabiso
- Sociétés de production : Tritone Filmindustria (Rome), Estudios Cinematográficos Roma (Madrid)
Filmayer Producción (Madrid)
- Pays de production :  Espagne •  Italie
- Langue originale : espagnol
- Format : Couleur par Technicolor - 2,35:1 - Son mono - 35 mm
- Durée : 90 minutes
- Genre : Giallo
- Dates de sortie :
  - Italie : 10 mars 1971 (Milan)
  - Espagne : 14 avril 1971
  - France : 13 février 1974

## Distribution
- Carroll Baker : Lilian Martin
- Michael Craig : Arthur Anderson
- Miranda Campa : Felicity Downing
- José Luis López Vázquez : Ispettore Dunphy
- Manuel Gallardo : dottor Shepherd
- Marina Malfatti : Julie Spencer
- Enzo Garinei : détective aiutante
- Philip Ross
- Alberto Fernández
- Alberto Gonzales Espinoza